# Cảng Đài
Cảng Đài (chữ Hán: 港台 hoặc 港臺; bính âm: Gǎng Tái) là các ca khúc, các nghệ sĩ và âm nhạc C-pop đến từ Hồng Kông hoặc Đài Loan.

## Thuật ngữ
Thuật ngữ này đồng nghĩa với nhạc Cantopop thập niên 1960 hoặc Mandopop thập niên 1970, một kiểu giai điệu ngọt ngào, ân ái, tình tứ thấy rõ trong C-pop mà không thể thấy trong bất kì thể loại nào khác của dân ca, nhạc rock hay âm nhạc truyền thống Trung Quốc.
Thuật ngữ này còn có thể được dùng để ám chỉ việc các ca sĩ Trung Quốc đại lục bắt chước phong cách ca hát Hồng Kông/Đài Loan.